# 1989
1989(천구백팔십구)는 1988보다 크고 1990보다 작은 자연수다.

## 수학
- 합성수로, 그 약수는 총 12개다. (1, 3, 9, 13, 17, 39, 51, 117, 153, 221, 663, 1989)
  - 1989의 진약수의 합은 1287이므로, 1989는 부족수다.

## 과학
- NGC 1989(영어판): 비둘기자리 방향에 있는 렌즈형은하.

## 문화유산
- 대한민국의 보물 제1989호: 송조표전총류 권6~11

## 작품
- 《1989》: 테일러 스위프트의 정규 음반. 2014년 10월 27일 출시.
- 《1989》: 라이언 애덤스의 정규 음반. 2015년 9월 21일 출시.

## 기타
- 연도: 1989년, 기원전 1989년

## 같이 보기
- 1000